# قائمة السفراء الاندونيسيون إلى البحرين
قائمة بالدبلوماسيين الاندونيسيين الذين شغلوا منصب السفير الاندونيسي لدى مملكة البحرين:
| الرقم | الاسم           | من          | إلى |
| 1.    | تشيلمان أريسمان | أكتوبر 2012 |     |

## وصلات خارجية
- "وزير الصناعة والتجارة يستقبل السفير الاندونيسي". مؤرشف من الأصل في 2016-03-04.
- "سفارة جمهورية إندونيسيا". مؤرشف من الأصل في 2016-03-04.
- "السفارات يجب أن يكون بين المشاركين في والعمال بالأسى مساعدة،". مؤرشف من الأصل في 2017-10-02.
- "تلقي أوراق اعتماد سفير اندونيسيا". مؤرشف من الأصل في 2016-03-04.